# Aquila (Flugzeughersteller)
Die AQUILA Aviation International GmbH ist ein mittelständisches Unternehmen mit Firmensitz im brandenburgischen Schönhagen. Derzeitiger Gegenstand des Unternehmens sind die Entwicklung und Herstellung der Aquila A211, eines VLA für die allgemeine Luftfahrt sowie eine CAMO+.
In Deutschland erfolgt der Vertrieb direkt, außerhalb Deutschlands durch Vertriebspartner in Frankreich, Österreich, Skandinavien, den USA, Australien, den Niederlanden und Großbritannien.

## Geschichte
Das Unternehmen wurde 1996 als Aquila Technische Entwicklung GmbH gegründet. 2005 beantragte das Unternehmen Insolvenz in Eigenregie. Das Unternehmen wurde im Frühjahr 2008 vom ägyptischen Unternehmer Mohammed Rady Amar übernommen und in Aquila Aviation by Excellence umbenannt. Eine Namensvereinfachung auf AQUILA Aviation GmbH erfolgte am 30. Mai 2013. Mitte 2014 wurde das Unternehmen an Yehia Farrag, den Bruder des Unternehmers Rainer Farraq (Tragschrauber Trixy Aviation), verkauft. Im Februar 2015 wurde der neue Investor Mohamed Ilpa Besitzer des Unternehmens. Nach einem im Mai 2015 beantragten und im August 2015 eröffneten Insolvenzverfahren wurde die Aquila Aviation GmbH im Januar 2016 vom türkischen Automobilzulieferer BPlas aus Bursa übernommen und firmiert nun unter AQUILA Aviation International GmbH.
AQUILA hat seinen Stammsitz seit Gründung 1996 am Flugplatz Schönhagen bei Trebbin.
Die AQUILA Aviation International GmbH verfügt über 1700 m² Produktions- und 500 m² Bürofläche.